# Porte Noire (Besançon)
Pour les articles homonymes, voir Porte Noire.
La porte Noire de Besançon est un arc de triomphe gallo-romain de 16,56 m (enterré de 1 m par le nivelage du temps) édifié sous l'empereur romain Marc Aurèle au IIe siècle, à l'origine entièrement décoré de fines sculptures représentant des héros et des divinités de la mythologie grecque et romaine ainsi que des scènes de combats, pour la plupart effacées par le temps.
La porte Noire fait l'objet d’un classement au titre des monuments historiques par la liste de 1840.

## Histoire
La porte, qui dans l'antiquité était désignée sous le vocable de Porte de Mars, est associée aux victoires militaires de Marc Aurèle (161-180) et Lucius Aurelius Verus contre les Parthes, en 165-166. La représentation de la prise de Ctésiphon est toujours visible aujourd'hui, quoique fort abîmée. On ignore si la construction de la porte est liée ou non aux troubles en Séquanie entre 171 et 175, mentionnés par l'Histoire Auguste. Le côté de la porte où les sculptures ne sont pas conservées évoquait peut-être les guerres germaniques de Marc Aurèle contre les Marcomans, Quades et Sarmates. L’arc de triomphe originel était situé à l’extrémité sud du cardo maximus, au point de jonction entre la base du Mons Cælius et la ville basse, à l’endroit où la voie venant d’Italie pénétrait dans la ville. Il fut par la suite englobé dans le tracé de l’enceinte tardive, devenant une porte de ville.

## Rôles
Durant la pax Romana, l'arc de triomphe marquait l'entrée de la ville quand on arrivait d'Italie par Pontarlier. Les voyageurs passaient près de l'actuelle Chapelle-des-Buis, puis franchissaient la porte de Varesco, et enfin descendaient le mont Cælius (futur mont Saint-Étienne).
Face aux invasions germaniques du IIIe siècle, la ville se protégea par un rempart fermant la boucle du Doubs et réutilisant, dans la hâte, des blocs du Haut-Empire, la population s’installant sur les pentes du mont Cælius. L'arc de triomphe commença apparemment à jouer le rôle de porte de ville, dans une muraille, qui, établie au niveau du monument est archéologiquement mal connue et dont aucun tronçon n’apparaît dans le quartier de Saint-Jean.
Tout au long du Moyen Âge, la porte constitua la limite entre le quartier capitulaire et l’agglomération qui s’étendit à ses pieds, sur les vestiges de la ville romaine.

## Description

### Architecture et style
Primitivement, le monument présentait des proportions très élancées : plus de 16 m de haut pour seulement deux de profondeur et une hauteur sous baie de plus de 11 m. Le tout, sans doute couronné de statues, ne constituait pas une porte de la ville antique, mais un arc honorifique détaché d'autres bâtiments. La grande hauteur permettait une organisation des reliefs décoratifs en étages et registres. Pour sa décoration, on a pu parler d'horreur du vide tant les figures et statues recouvrent chaque partie de l'espace dans un décor foisonnant. Par son style, et surtout par l’omniprésence d'un discours décoratif envahissant à dominante mythologique, la porte Noire se distingue fortement des autres arcs de triomphe gallo-romains.

### Décoration

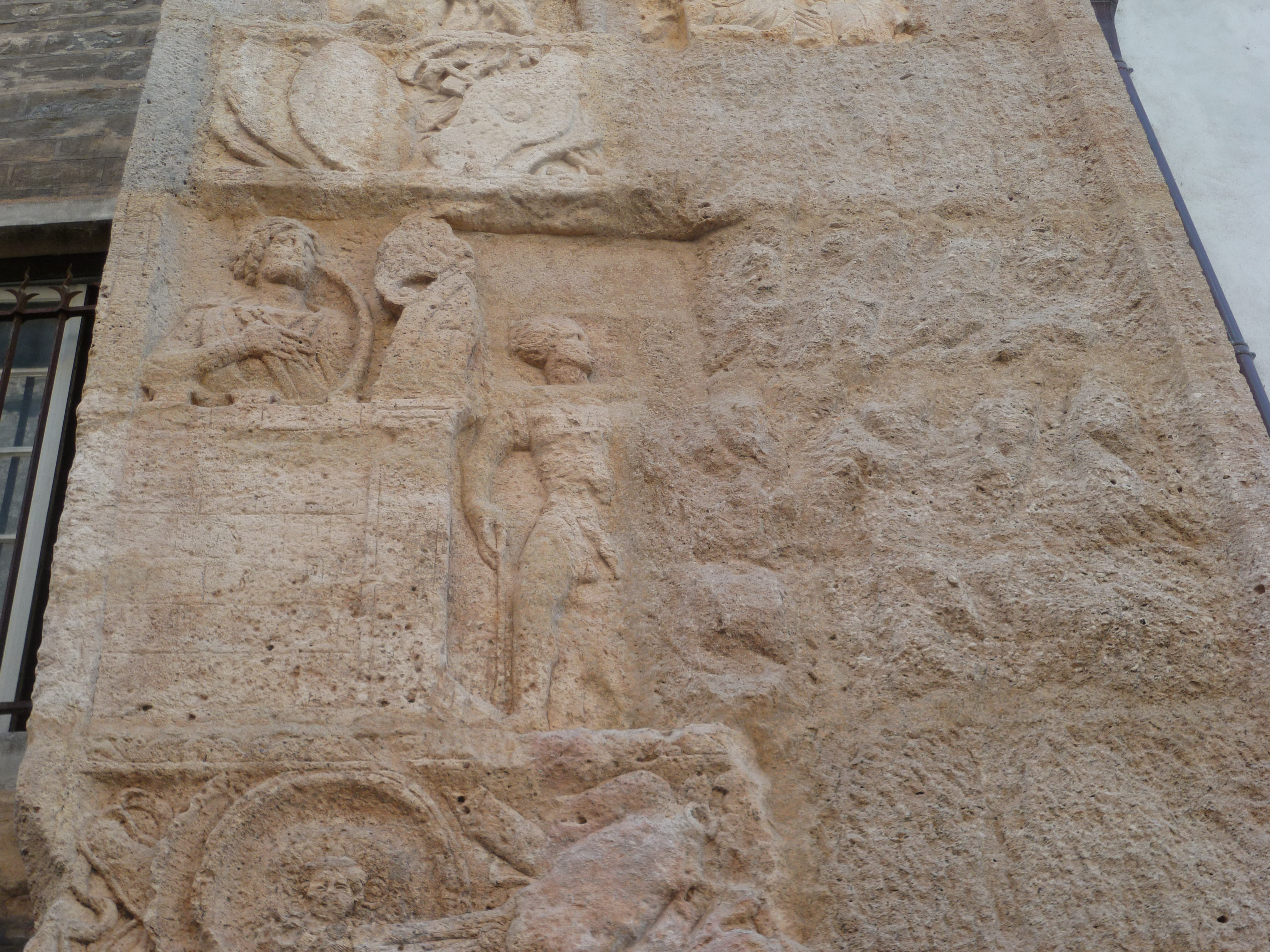
Détail des sculptures d'ornementation, le roi des Parthes domine les murailles de Ctésiphon (seule la partie gauche est antique (partie sculptée), l'autre partie date des restaurations de Pierre Marnotte au XIX.

La porte était à l'origine entièrement recouverte de fines et très belles décorations sur le thème des divinités et des scènes de combats mythologiques des dieux et héros auxquels s'ajoutaient des scènes historiques représentant l'armée romaine. Ces reliefs sont malheureusement fortement effacés par la corrosion du temps, l'âge de la porte (1 800 ans), les nombreux incendies et la fragilité de la pierre utilisée.
Dans une profusion d'éléments de la mythologie grecque, on peut reconnaître les Dioscures, Dédale et Icare, Thésée, Ajax devenu fou… mais aussi Jupiter foudroyant les Géants. L'interprétation de l'ensemble de la décoration est cependant délicate, car l'identification d'une partie des reliefs reste problématique en raison du mauvais état du monument.

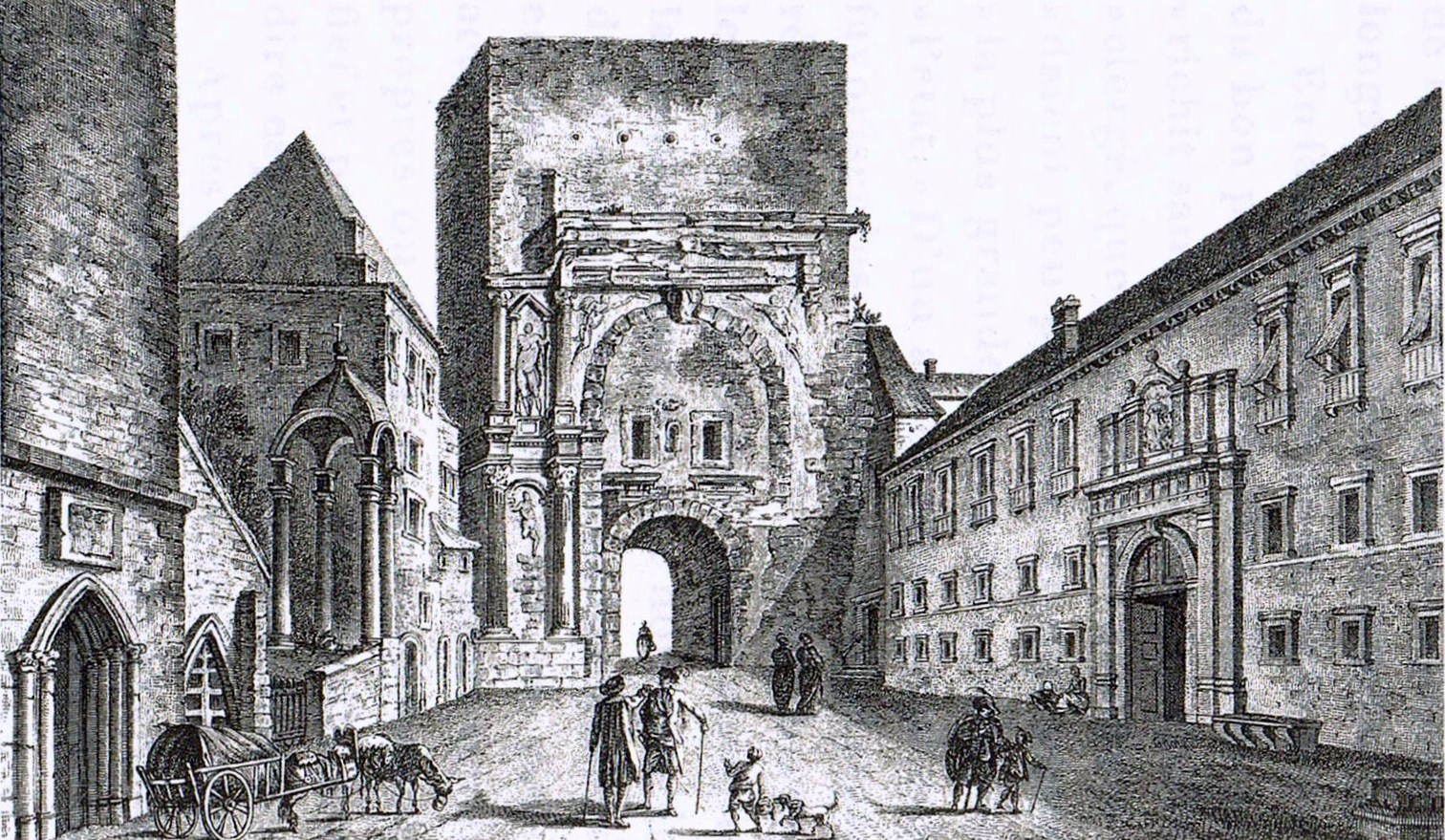
Gravure de la porte Noire avant 1825 : la porte a perdu une partie du bastion qui l'écrasait, mais reste prisonnière des adjonctions médiévales.
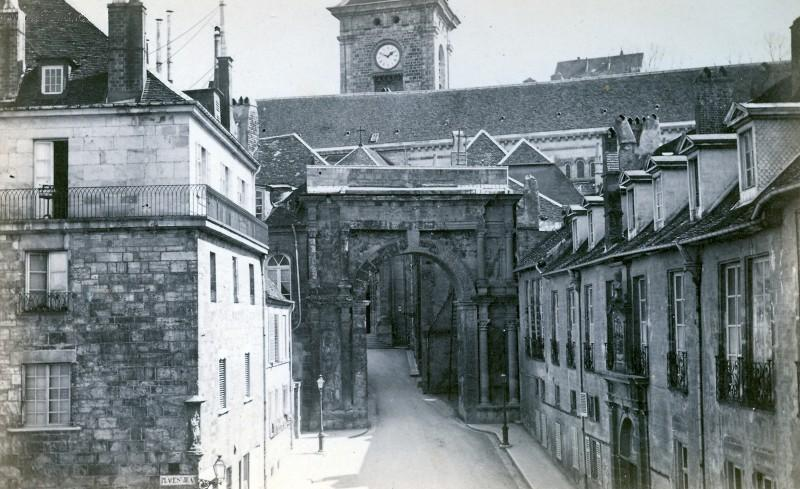
La porte Noire au début des années 1900.

## Archéologie, conservation

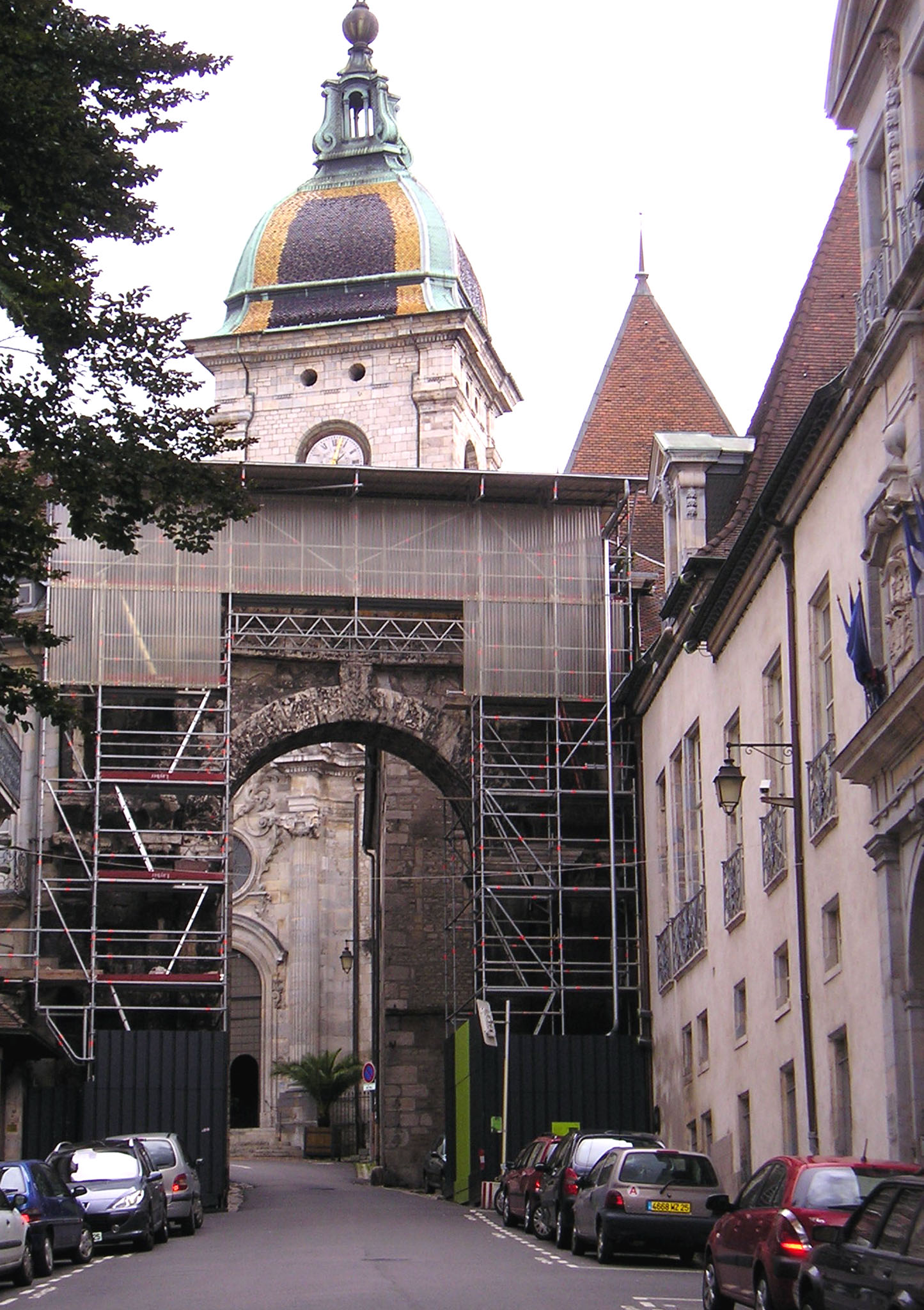
Le monument en cours de restauration.

### Conservation
La porte Noire a été construite en pierre de Vergenne, une pierre de taille provenant de Haute-Saône. Cette pierre tendre et facile à tailler permet la réalisation de fines sculptures, mais résiste très mal au temps et à la pollution, comme en témoigne l'état actuel du monument et l'effacement plus ou moins prononcé de toutes les fines décorations qui le recouvraient.

### Restauration
L'état de conservation du monument n'a cessé de se dégrader jusqu'au premier tiers du XIXe siècle, lorsque la municipalité décida de procéder à sa consolidation et sa restauration, qui fut menée sous la direction de Pierre Marnotte, architecte de la Ville, s'achevant en 1827. Des opérations de conservation et de restauration continuèrent d'être menées au cours du XXe siècle, celle menée de 2009 à 2011 ayant rendu à la porte Noire sa couleur d'origine.